# كلية الطب (جامعة السويس)
كلية الطب جامعة السويس هي أولى كليات المجمع الطبي بهدف إعداد الكوادر الطبية المدربة بشكل متميز لتقديم خدمة أفضل لسكان منطقة القناة.

## مبني الكلية
تتكون كلية الطب بجامعة السويس من دور أرضي + 4 علوي مسطح الدور 6200 م2:
- الدور الأرضي: عدد (12) مكتب إداري + (5) معمل تشريح + (3) معمل + عدد (2) مدرجات طلابية سعة 250 طالب.
- الدور الأول علوي: عدد (17) مكتب إداري + (6) معمل كيمياء حيوية + (6) معمل هيستولوجي + (9) معمل باثولوجي + (6) معمل فيسيولوجي.
- الدور الثاني: عدد (9) مكتب إداري + (5) مكتب تواصل اجتماعي + (6) مكتب طب أسرة + (20) قاعة محاضرات + (7) قاعة لقسم علم الطفيليات + (7) قاعة لقسم علم العقاقير.
- الدور الثالث: عدد (14) مكتب لقسم الباطنة الداخلي 1 + (7) مكتب لقسم الباطنة الداخلي 2 + (20) قاعة محاضرات + (9) مكتب طب أطفال.
- الدور الرابع: عدد (12) مكتب إداري + (3) مكتب باطنة داخلي 1 + (9) مكتب لقسم النساء والتوليد + (7) مكتب لقسم الجراحة + (12) جراحة.
- الكلية تضم مدرجين سعة 300 طالب بكل مدرج، فضلا عن 40 قاعة للدراسة تتسع 80 طالب، إضافة إلى 19 فصل للدراسة في مجموعات صغيرة طبقا للائحة الكلية يتسع كل منها 15 طالب.

## المستشفي الجامعي
وتبلغ مساحة المستشفى 40 ألف متر ومكونة من ثلاثة مبان، وهى المبنى الرئيسى، ويتكون من دور بدروم ودور أرضى، وتم إضافة دور ثانى للمستشفى بإجمالى ارتفاع يبلغ 13.40 م، بالإضافة إلى مبنى المستشفى ويحتوى على 260 سرير إقامة، و15 غرفة للعمليات الجراحية، و22 سرير غسيل كلوى، و23 سرير عناية مركزة، و25 حضّانة، و17 عيادة خارجية، بجانب 6 معامل وأشعة، كما تضم مستشفى السويس الجامعى مبنى الخدمات، والذى يتكون من دور أرضى وأول وثان يشمل غرف الكهرباء، والمحولات، وسكن الأطباء والتمريض.